# Paco Melo
Francisco Delgado Melo (Plasencia, Cáceres, 13 de noviembre de 1943) es un exfutbolista y entrenador español.

## Trayectoria
Comenzó su carrera deportiva en Plasencia, pronto destacaría y daría el salto al Béjar, en 1964 ficha en segunda división por el Real Valladolid donde jugaría durante cuatro temporadas y marcaría 8 goles, en 1968 ficha por el Atlético de Madrid de primera división.
Debuta en la Primera división española el 13 de octubre de 1968 en el partido Zaragoza 2:0 Atlético. Con este equipo ganó tres Ligas y dos Copas del Rey. Además Paco Melo consiguió un subcampeonato de la Copa de Europa en la temporada 73-74 y una Copa Intercontinental en la temporada siguiente.
Paco Melo se retiró de los terrenos de juego tras una grave lesión de rodilla al final de la temporada 76-77. Disputó un total de 241 partidos oficiales con el Atlético de Madrid y marcó un gol.
Después empezó su carrera como entrenador; Empezó entrenando a la U.P.Plasencia al que ascendió en sus primeras temporadas a 2.ªB, Endesa de As Pontes y más tarde a los equipos juveniles del Deportivo de la Coruña llegando incluso a entrenar al Deportivo B.
Melo fue el segundo entrenador del Deportivo de la Coruña durante las temporadas 1998-2005 junto con quién fuera su compañero del Atlético Javier Irureta, en esta etapa con el "Euro Depor" ganó una Liga (1999-2000), la primera en la historia del equipo;y además consiguió dos subcampeonatos y dos terceros puestos. Ganó también una Copa del Rey (Temporada 2001-2002), conocida esta popularmente como el "centenariazo", en el estadio Santiago Bernabeu, y dos Supercopas de España.
Cómo méritos Internacionales destacan las semifinales de la Copa de Europa en la temporada 03-04 y cuartos de final en otras dos ocasiones.
En 2006, junto con Javier Irureta de entrenador, ficha por el Real Betis Balompié, aunque no consiguen acabar la temporada.

## Selección nacional
Paco Melo disputó dos partidos con la selección española de Fútbol, fue convocado en otros cinco encuentros. Entre ellos alguno de los grandes momentos de la era Kubala. Como el triunfo ante Alemania en Sevilla, la victoria sobre Grecia en Zaragoza o el histórico partido del Bernabéu frente a Italia. Un partido que se complicó, al adelantarse la azzurri (0-2). Sin embargo, en la segunda parte los españoles lograron rescatar un empate que supo a victoria.
Su debut como internacional fue el 11 de febrero de 1970 en el partido España 2:0 Alemania Federal.

## Clubes

### Como jugador
- Unión Polideportiva Plasencia - (España) ? - ?
- Béjar industrial - (España) ? - ?
- Real Valladolid - (España) 1964 - 1968
- Atlético de Madrid - (España) 1968 - 1977

### Como entrenador
- U.P. Plasencia - (España)1987 - 1989
- Endesa de As Pontes - (España) 1995 - 1998
- Deportivo Fabril- (España) 1991 - 1992

## Títulos

### Campeonatos nacionales
- 3 Ligas españolas (Atlético, temporadas 69-70, 72-73 y 76-77)
- 2 Copas del Rey (Atlético, 1972 y 1976)

### Copas internacionales
- 1 Copa Intercontinental (Atlético, 1974)

## Actualmente
El 14 de abril de 2012 Paco Melo fue nombrado hijo predilecto de su ciudad natal, Plasencia.